# Międzybórz

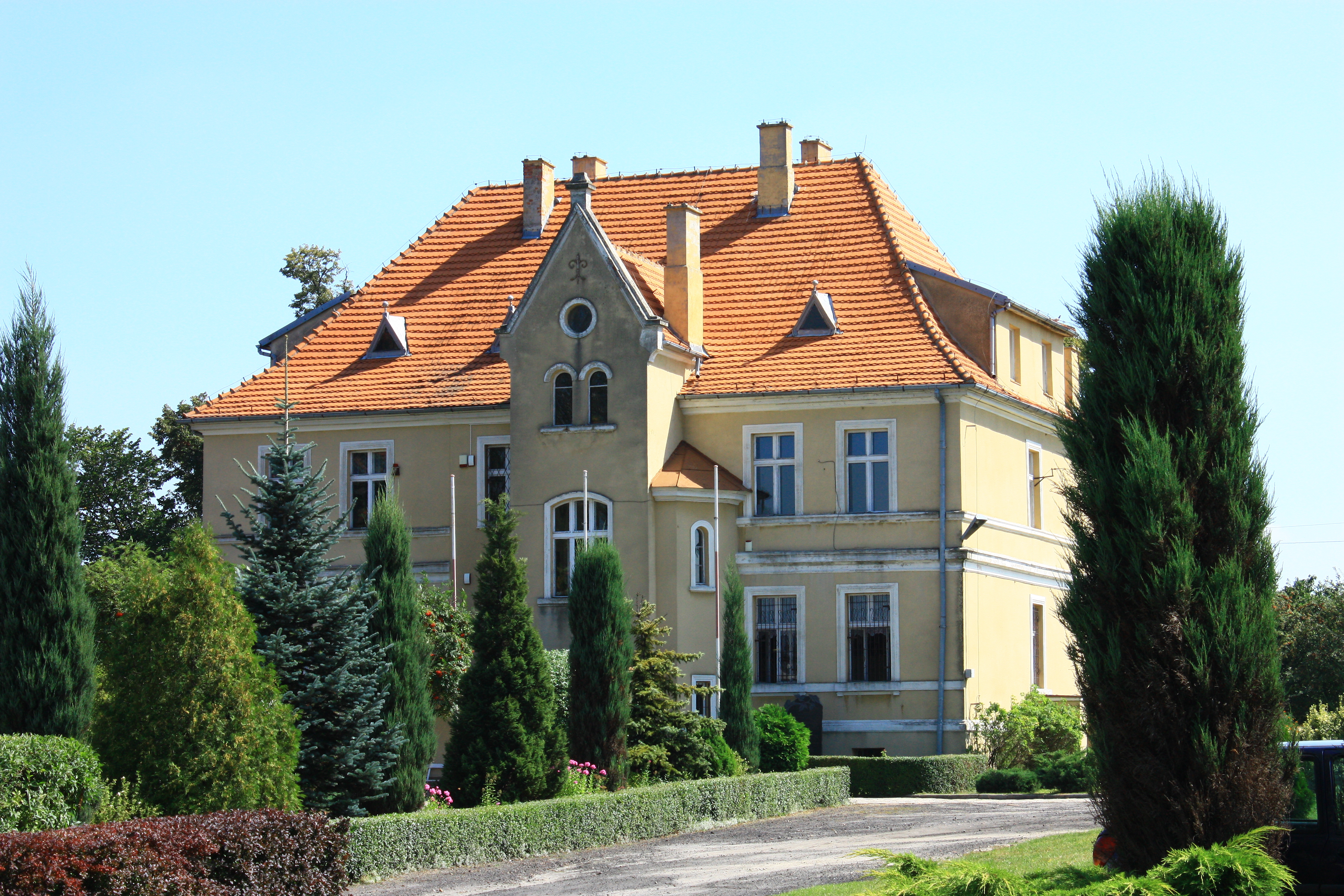
Herrenhaus in Neumittelwalde

Międzybórz (deutsch Neumittelwalde, bis 1886 Medzibor) ist eine Kleinstadt im Südwesten Polens. Sie gehört dem Powiat Oleśnicki in der Woiwodschaft Niederschlesien an und ist Sitz der gleichnamigen Stadt-und-Land-Gemeinde mit 5100 Einwohnern (Stand 31. Dezember 2020).
Der Ort liegt etwa 60 km nordöstlich von Breslau sowie 40 km südwestlich von Ostrów Wielkopolski.

## Geografie und Verkehr
Międzybórz liegt im äußersten Nordosten Niederschlesiens unmittelbar an der Grenze zu Großpolen. Das Gemeindegebiet erstreckt sich über die östlichen Ausläufer des niederschlesischen Höhenzugs Wzgórza Trzebnickie (Trebnitzer Landrücken), der hier in den großpolnischen Höhenzug Wzgórza Ostrzeszowskie übergeht und dicht bewaldet ist. Die Stadt ist im Umkreis von 10 bis 15 Kilometern von ausgedehnten Mischwäldern umgeben. Der höchste Punkt des Gemeindegebiets liegt bei 272 m n.p.m.
Durch Międzybórz verläuft die Hauptstrecke der Eisenbahn von Breslau über Kalisz (Kalisch) und Łódź (Lodsch) nach Warschau, die hier in einem 90-Grad-Winkel nach Norden abknickt. Bis zum Zweiten Weltkrieg war Międzybórz Grenzbahnhof an der damaligen deutsch-polnischen Grenze. Die nächstgelegene größere Stadt ist Oleśnica (Oels), sie liegt rund 30 Kilometer südwestlich von Międzybórz.

## Geschichte
Erstmals erwähnt wurde Międzybórz im Jahr 1228. Die Schreibweise des Namens variierte, überliefert sind die Formen Mechobocz (1310), Meczebor (1376) und schließlich Medzibor (1637), was auf Polnisch etwa „zwischen Wäldern“ bedeutet. Der schon in der Stadterhebungsurkunde von 1637 erwähnte Name Mittelwalde wurde erst 1886 offiziell.
Als Bestandteil Schlesiens teilte Medzibor dessen Geschichte im Verlauf der Jahrhunderte – von den piastischen Anfängen über die Zugehörigkeit zum Heiligen Römischen Reich, zu Preußen bis zum Übergang an Polen 1945. Die spätere Stadt ging aus einem Wirtshaus und einer Ansammlung von Handwerkerhütten hervor, wurde 1228 erstmals urkundlich erwähnt und war zunächst Mittelpunkt einer eigenen Herrschaft innerhalb Schlesiens mit einem großen befestigten Rittergut, das im 18. Jahrhundert abbrannte. Unter anderem befand sich Medzibor im Besitz derer von Prittwitz. 1599 fiel es an das Herzogtum Oels. Herzog Heinrich Wenzel verlieh am 6. Mai 1637 Medzibor die Stadtrechte. Dabei verordnete er auch die Umbenennung zu Mittelwalde, was sich aber nicht durchsetzen konnte. Von 1649 bis 1884 gehörte das Herzogtum Oels als Nebenbesitz zunächst württembergischen und danach braunschweig-lüneburgischen Fürsten. Ab dem 19. Jahrhundert war die Familie von Buddenbrock in Medzibor begütert.
Im Gegensatz zur Mehrzahl der Orte in Niederschlesien bewahrte Medzibor im Landkreis Groß Wartenberg durch die Lage direkt an der deutsch-polnischen Sprachgrenze seine Bedeutung für die polnische Bevölkerung bis ins 20. Jahrhundert hinein und im Ort bestanden sowohl eine deutsche als auch eine polnische evangelische Kirchengemeinde. Im 17. Jahrhundert erschien hier ein wichtiges Gesangbuch für polnische Protestanten, der Kancjonał Międzyborski des evangelischen Geistlichen Samuel Kret. Im 19. Jahrhundert gab der örtliche evangelische Pastor und polnische patriotische Publizist aus dem Teschener Schlesien Jerzy Badura hier und in Breslau die Nowiny Szląskie heraus, eine Wochenzeitung für die polnischsprachigen Protestanten des zum Deutschen Reich gehörenden Niederschlesien. Nach Jerzy Badura, der in Międzybórz begraben ist, wurde die Grundschule der Stadt benannt.
1886 wurde Medzibor offiziell zu Neumittelwalde umbenannt. Der Zusatz Neu- diente dabei zur Unterscheidung von der ebenfalls niederschlesischen Stadt Mittelwalde (heute Międzylesie) im Glatzer Land.
Als Folge des Versailler Vertrags wurde der Nordostteil des Landkreises Groß Wartenberg 1920 ohne Volksabstimmung an Polen abgetreten. Neumittelwalde blieb zwar bei Deutschland, wurde aber zur Grenzstadt.
Nach dem Zweiten Weltkrieg fiel Neumittelwalde an Polen und erhielt die amtliche Ortsbezeichnung Międzybórz. Die deutsche Bevölkerung der Stadt wurde vertrieben und durch Polen ersetzt. Nachfolgend wurde es zu einem regionalen Schwerpunkt der holzverarbeitenden Industrie. Von 1975 bis 1998 gehörte die Stadt der Woiwodschaft Kalisz an, seither liegt sie in der Woiwodschaft Niederschlesien. In Ostrów Wielkopolski und in der ehemaligen evangelischen Kirche von Międzybórz findet alljährlich das Industrial- und Ambient-Festival Bez kontroli/Temple of Silence statt.

### Wappen
Das im 17. Jahrhundert erstmals verwendete Stadtwappen von Międzybórz zeigt einen Baum mit freiliegenden Wurzeln und das Andreaskreuz. Vor der Reformation war der Apostel Andreas Schutzpatron der späteren evangelischen Pfarrkirche.

## Gemeinde
Zur Stadt-und-Land-Gemeinde (gmina miejsko-wiejska) Międzybórz gehören die Stadt selbst und 13 Dörfer mit Schulzenämtern.

## Kultur und Sehenswürdigkeiten
- Klassizistische evangelische Kreuzkirche (1839)
- Neugotische katholische Pfarrkirche St. Josef (1894)
- Überreste von Befestigungsanlagen aus dem 14. Jahrhundert
- Erhaltene Fragmente des alten evangelischen Friedhofs mit den für die „Verteidiger des Polentums“, den Pastoren Robert Fiedler und Jerzy Badura, wiederhergestellten Grabmälern.

## Persönlichkeiten
- Ernst August Moritz von Froelich (1787–1858), Generalleutnant
- Fred Schmidt (1902–1957), Seemann und Schriftsteller
- Paul Bojack (1913–2008), Künstler
- Gerhard Stahr (1931–2004), Generalmajor der Nationalen Volksarmee der DDR